# Championnat du Ghana de football 1966
Navigation
Saison précédente Saison suivante
La saison 1966 du Championnat du Ghana de football est la huitième édition de la première division au Ghana, la Premier League. Elle regroupe, sous forme d'une poule unique, les dix-sept meilleures équipes du pays qui se rencontrent deux fois, à domicile et à l'extérieur. Organisé juste après le coup d'État du 24 février 1966, la compétition enregistre le forfait de trois formations : Real Republicans Accra qui est dissous, Ghana Independance FC et Defence Stars FC, club composé de soldats en service.
Les quinze formations engagées s'affrontent deux fois durant la saison, à domicile et à l'extérieur. Cependant, le championnat est marqué par trois nouveaux forfaits durant le mois d'octobre et il est finalement interrompu en décembre 1966. Brong Ahafo United, en tête du classement au moment de l'interruption, n'est pas sacré car la fédération ghanéenne décide d'organiser une compétition à élimination directe pour déterminer le champion. C'est le club de Mysterious Dwarfs qui est sacré, après tirage au sort, car le club n'a pu être départagé avec Eleven Wise (deux matchs nuls en finale). C'est à ce jour le seul et unique titre de champion du Ghana de l'histoire du club.

## Les clubs participants
| - Hearts of Oak SC - Asante Kotoko - Cornerstones Kumasi - Great Olympics - Brong Ahafo United - Great Ashanti - Real Republicans Accra - Forfait - Defence Stars FC - Forfait - Sekondi Hasaacas | - Brong Ahafo Stars - Eleven Wise - Ghana Independance FC - Forfait - Mysterious Dwarfs - Venomous Vipers - Eastern Rovers - Adansi United - Susu Biribi FC |

## Compétition
Le barème de points servant à établir les classements se décompose ainsi :
- Victoire : 2 points
- Match nul : 1 point
- Défaite : 0 point